# Al-Nasr SCSC (Oman)
Der al-Nasr Sports, Cultural and Social Club (arabisch نادي النصر الرياضي والثقافي والاجتماعي, DMG Nādī n-Naṣr ar-riyāḍī wa-ṯ-ṯaqāfī wa-l-iǧtimāʿī) ist ein im Jahr 1970 gegründeter omanischer Sportverein mit Sitz in der Stadt Salala im Gouvernement Dhofar.

## Geschichte

### Fußball

#### Anfänge
Über die ersten Meistertitel sind keine Tabellenstände überliefert, bekannt ist aber, dass die Mannschaft jeweils in der Saison 1979/80 und 1980/81 die Meisterschaft gewinnen konnte.
Am Ende der Saison 1983/84 platzierte sich die Fußball-Mannschaft auf dem siebten Platz der Tabelle in der omanischen Liga. Nach der Folgesaison gelang über die Gruppe B als erste Mannschaft mit zwölf Punkten sogar schon die Qualifikation für die Play-offs, dort reichte es mit drei Punkten jedoch nur für den dritten Platz von vier. In der Saison 1988/89 kam die Mannschaft bis ins Finale des Oman Cup, dort unterlag die Mannschaft jedoch mit 1:0 gegen al-Ahli. In den folgenden Spielzeiten machte die Mannschaft dann erst einmal nicht wirklich auf sich aufmerksam. Nach zuvor eher durchwachsenen Platzierungen kam die Meisterschaft am Ende der Spielzeit 1997/98 dann doch äußerst überraschend. Mit 38 Punkten stand die Mannschaft damit zehn Punkte vor dem Verfolger Sur SC. Nach darauf zwei zweiten Plätzen in den beiden darauf folgenden Spielzeiten konnte der Klub erst einmal nicht mehr oben anknüpfen. Lediglich die Saison 2000/01 und die Saison 2002/03 konnte mit dem Gewinn des nationalen Pokals abgerundet werden.

#### Erfolgreiche Zeit in den 2000er Jahren
Die Saison 2003/04 konnte schließlich dann aber erneut als Meister abgeschlossen werden. Mit 46 Punkten gelang der Titel auch mit nur einem Punkt Vorsprung auf Muscat, welche allerdings zuvor wegen des Einsatzes eines nicht berechtigten Spielers, zwei Punkte abgezogen bekommen hatten. Wodurch die Meisterschaft durch diesen Punktabzug erst möglich gemacht wurde. Die nächste Saisons liefen dann in der Liga wieder nicht so berauschend. Durch den Sieg des Pokals in der Saison 2005/06 gelang aber die Qualifikation für den AFC Cup 2006. Hier wurde die Mannschaft in die Gruppe B eingeteilt und ging aus dieser mit vier Siegen aus vier Spielen auch locker als Sieger hervor. Im Viertelfinale traf das Team dann auf den Muharraq Club aus Bahrain. Nach einer 2:3-Niederlage im Hinspiel, kam es zwar noch zu einem 1:0-Sieg im Rückspiel, durch die Auswärtstorregel schied al-Nasr jedoch aus dem Wettbewerb aus. Danach kam erneut eine recht lange Durststrecke für den Klub, diese führte sogar dazu, dass die Mannschaft nach der Spielzeit 2008/09 sich mit 25 Punkten auf dem zehnten Platz wiederfand, was die Teilnahme an einem Relegationsspiel um den Abstieg bedeutete. Gegen wen das Spiel bestritten wurde bzw. wie das Ergebnis war, ist nicht bekannt, am Ende durfte die Mannschaft der Spielklasse aber weiter angehören.

#### Heutige Zeit
Wirklich verbessern konnte sich die Mannschaft in der folgenden Zeit aber auch nicht und so endete die Spielzeit 2010/11 mit 19 Punkten auf dem zwölften und damit letzten Platz der Tabelle, was den direkten Abstieg bedeute. Die Abstinenz von der obersten Spielklasse sollte jedoch nur kurz andauern. Bereits zur Saison 2012/13 gelang wieder der Aufstieg in die erste Liga, die Saison selber wurde mit 40 Punkten auf dem fünften Platz abgeschlossen. Mit 28 Punkten ging es aber nach der Folgesaison ein weiteres Mal in die Abstiegs-Play-offs, wo die Mannschaft auf den al-Mudhaibi Club traf, nach Hin- und Rückspiel konnte sich der Klub aber hier auch mit insgesamt 3:0 behaupten und durfte der Liga weiter angehören. Danach ging es aber wieder zurück ruhigere Fahrwasser, wirklich oben mit angreifen konnte das Team danach aber auch nicht. Hier bildete schließlich aber die Spielzeit 2017/18 eine Ausnahme, der Mannschaft gelang es im Pokal bis ins Finale vorzustoßen und dann am Ende gegen den Sohar SC auch nach einem 6:5-Sieg im Elfmeterschießen den Titel zu holen. Im anschließenden Super Cup ging es gegen den Meister der Liga, dem al-Suwaiq Club, hier stand am Ende auch ein Elfmeterschießen an, was al-Nasr erneut mit 4:2 für sich entscheiden konnte. Im AFC Cup 2019 startete die Mannschaft als Pokalsieger in der Play-off-Runde unterlag dort dem Hilal al-Quds Club nach Hin- und Rückspiel aber mit 3:1. Bis heute gehört die Mannschaft der obersten Liga auch immer noch an.

## Erfolge

### Fußball
- Omanischer Meister: 1979/80, 1980/81, 1988/89, 1997/98, 2003/04

- Omanischer Pokalsieger: 2000/01, 2002/03, 2005/06, 2017/18
- Omanischer Supercup-Sieger: 2018

- Omanischer FA-Cup-Sieger: 2015/16